# Fetească Muskatnaia
Die Weißweinsorte Fetească Muskatnaia ist eine Neuzüchtung aus dem Jahr 1934 aus einer Kreuzung zwischen den Rebsorten Fetească Albă und Muskat Ottonel.
Seit den 1950er Jahren wird die Sorte in Republik Moldau und Georgien angebaut. Die in der Republik Moldau ca. Ende September reifende Sorte erbringt Beeren mit einem leichten Muskat-Aroma.
Siehe auch die Artikel Weinbau in der Republik Moldau und Weinbau in Georgien sowie die Liste von Rebsorten.
Synonyme: Feteasca Musquée, Fetiasca Musquée
Abstammung: Fetească Albă x Muskat Ottonel

## Ampelographische Sortenmerkmale
In der Ampelographie wird der Habitus folgendermaßen beschrieben:
- Die kegel- bis walzenförmige Traube ist mittelgroß und mäßig dichtbeerig. Die rundlichen Beeren sind mittelgroß und von weißlicher Farbe.

Die Rebsorte reift im direkten Vergleich fast 20 Tage nach dem Gutedel. Sie gilt somit als noch früh reifend. Fetească Muskatnaia ist eine Varietät der Edlen Weinrebe (Vitis vinifera). 